# دماغه وگا
دماغه وگا (روسی: Мыс Вега) یک دماغه در سرزمین کراسنویارسک کشور روسیه است.